# Macromitrium marginatum
Macromitrium marginatum là một loài rêu trong họ Orthotrichaceae. Loài này được Dixon mô tả khoa học đầu tiên năm 1934.